# Galeichthys
Galeichthys — рід риб з родини Арієві ряду сомоподібних. Має 4 види. Наукова назва походить від грецьких слів galeos , тобто «акула», та ichthys — «риба».

## Опис
Загальна довжина представників цього роду сягає 55 см. Голова велика, широка, сплощена зверху. Очі помірно великі. Є 3 пари вусів, з яких 2 пари на щелепах — м'ясисті та циліндричні, 1 пара — біля морди, є короткою. Тулуб кремезний, масивний. Спинний плавець високий, великий, з 1 гострим шипом. Грудні плавці широкі. Жировий плавець дорівнюється анальному плавцю. Хвостовий плавець помірної довжини, розрізаний.
Забарвлення коричнюватого, темно-оливкового кольору, спина — чорнувата, черево — біле або кремове.

## Спосіб життя
Два види є морськими і тільки один вид заходить в гирла річок в солонуваті води. Активні у присмерку. Живляться креветками і крабами.

## Розповсюдження
Мешкають біля південної Африки.

## Види
- Galeichthys ater
- Galeichthys feliceps
- Galeichthys peruvianus
- Galeichthys trowi